# Spectre (DC Comics)
Pour les articles homonymes, voir Spectre.
 (janvier 2020).
Si vous disposez d'ouvrages ou d'articles de référence ou si vous connaissez des sites web de qualité traitant du thème abordé ici, merci de compléter l'article en donnant les références utiles à sa vérifiabilité et en les liant à la section « Notes et références ».
Le Spectre est un personnage de bande dessinée de DC Comics, apparu dans More Fun Comics #52 en février 1940 et créé par Jerry Siegel et Bernard Baily.

## Historique de la publication
En France, le personnage est d'abord apparu dans sa propre revue en petit format chez Arédit/Artima, le temps de 4 numéros d'avril 1967 à janvier 1968 (soit plus de deux ans avant les mythique Fantask et Strange), jusqu’à ce que la revue Spectre soit victime de la commission de censure. Elle a été remplacée par Eclipso où le Spectre a continué de paraître durant quelque temps.

## Biographie du personnage
Le Spectre représente la colère de Dieu. Il fut longtemps incarné par l'ancien policier Jimmy Corrigan, mais au cours de Blackest Night, le Spectre devint le Green Lantern Jordan.

### Hal Jordan
Il fut réuni avec l'esprit d'Hal Jordan lors du crossover Day of Judgment. Jordan tenta de le faire passer du rôle d'esprit de la vengeance, à celui d'esprit de la rédemption. À la suite des évènements de la mini-série Green Lantern : Rebirth, celui-ci redevint Green Lantern et le Spectre se retrouva sans hôte humain.

### Day of Vengeance
Manipulé par Jean Loring, devenue l'hôte d’Eclipso, le Spectre se lance dans une offensive générale contre la magie dans la mini-série Day of Vengeance liée à Infinite Crisis.
Puni par Dieu, il est désormais lié au policier Crispus Allen, ancien personnage de la série Gotham Central.

### Blackest Night
Lors du crossover Blackest Night, Cripsus Allen sera contaminé par un anneau noir et le spectre ne peut pas sortir de son corps. Il tentera de transformer Hal Jordan en Black Lantern mais sera empêché par Ganthet. Afin de combattre le Black Lantern géant, Hal Jordan n'a pas d'autre choix que de fusionner avec Parallax.

## Pouvoirs et capacités
Le Spectre est doté d'une puissance magique illimitée. Il a cependant pu être neutralisé à plusieurs reprises. De manière générale, et malgré sa toute-puissance, il reste souvent passif face aux grandes crises qui menacent l'univers DC, pour respecter la volonté de Dieu.
- Le spectre fait partie des êtres les plus puissants de l'univers. Seulement limité par son besoin de se lier à un hôte, il a la faculté de voler à presque n'importe quelle vitesse, de devenir intangible, d'habiter et animer les objets, de lire les esprits, de se téléporter et de projeter physiquement des peurs abominables dans les cœurs et les âmes de ses victimes.
- Il peut devenir invisible, lancer des illusions, créer des brumes impénétrables, se déplacer sur les plans astraux, grandir à une taille incompréhensible et manipuler la magie pour réaliser tout ce que son esprit peut concevoir.

## Autour du personnage
Le Spectre joue également un grand rôle dans la mini-série Kingdom Come.

## Adaptations à la télévision

### Constantine
Dans la série télévisée Constantine, le personnage de Jim Corrigan (interprété par Emmett J. Scanlan) apparaît deux fois en tant qu'inspecteur à La Nouvelle-Orléans. Zed, amie de Constantine va à de multiples reprises avoir des visions de Jim Corrigan mort.

### Arrowverse
Dans l'Arrowverse, pendant les événements du crossover Crisis on Infinite Earths, Le Spectre est interprété par les acteurs Stephen Lobo sous l'apparence de Jim Corrigan et Stephen Amell sous l'apparence de Oliver Queen. Jim Corrigan propose à Oliver de devenir le nouveau Spectre pour sauver le multivers. Oliver accepte et débloque le potentiel de Flash pour l'envoyer dans la Vitesse Pure (Speed Force). Arrivé à l'aube des temps, le Spectre (Oliver) se sacrifie pour stopper l'Anti-Monitor en recréant une nouvelle Terre et un nouveau multivers.

### Justice League (2017)
Crispus Allen, apparaît lors d'une courte scène auprès de Jim Gordon. Son interprète est Kobna Holdbrook-Smith.

## Version alternative
Lors du crossover DC vs. Marvel, publié conjointement d'avril à mai 1996 par DC Comics et Marvel Comics, le Spectre s'associe à l'entité cosmique le Tribunal vivant pour sauver leurs mondes respectifs des tentatives des deux Frères cosmiques de détruire l’un des deux multivers.
Leur pacte, avec l’aide d’Access, créé le multivers Amalgam en fusionnant les deux multivers, afin de « gagner du temps ». Comme le nouveau multivers Amalgam est instable, les anciens multivers sont restaurés. La lutte des « Frères » cosmiques continue jusqu'à ce que les efforts de Batman et de Captain America contre eux leur fassent comprendre qu'ils ont tous les deux « bien fait », et les multivers sont finalement épargnés.